# Poprad (rivier)
Poprad is een rivier in het noordelijk deel van Slowakije die doorloopt tot in zuid Polen.
De Poprad rivier ontspringt in het Tatra gebergte, vanuit gletsjermeer Veľké Hincovo pleso en bergmeer Popradské pleso, de rivier mondt na 170 kilometer bij Stary Sącz uit in de Dunajec.

## Steden
Steden die aan de rivier liggen zijn:
- Poprad
- Stará Ľubovňa
- Muszyna
- Piwniczna Zdrój
- Rytro
- Stary Sącz

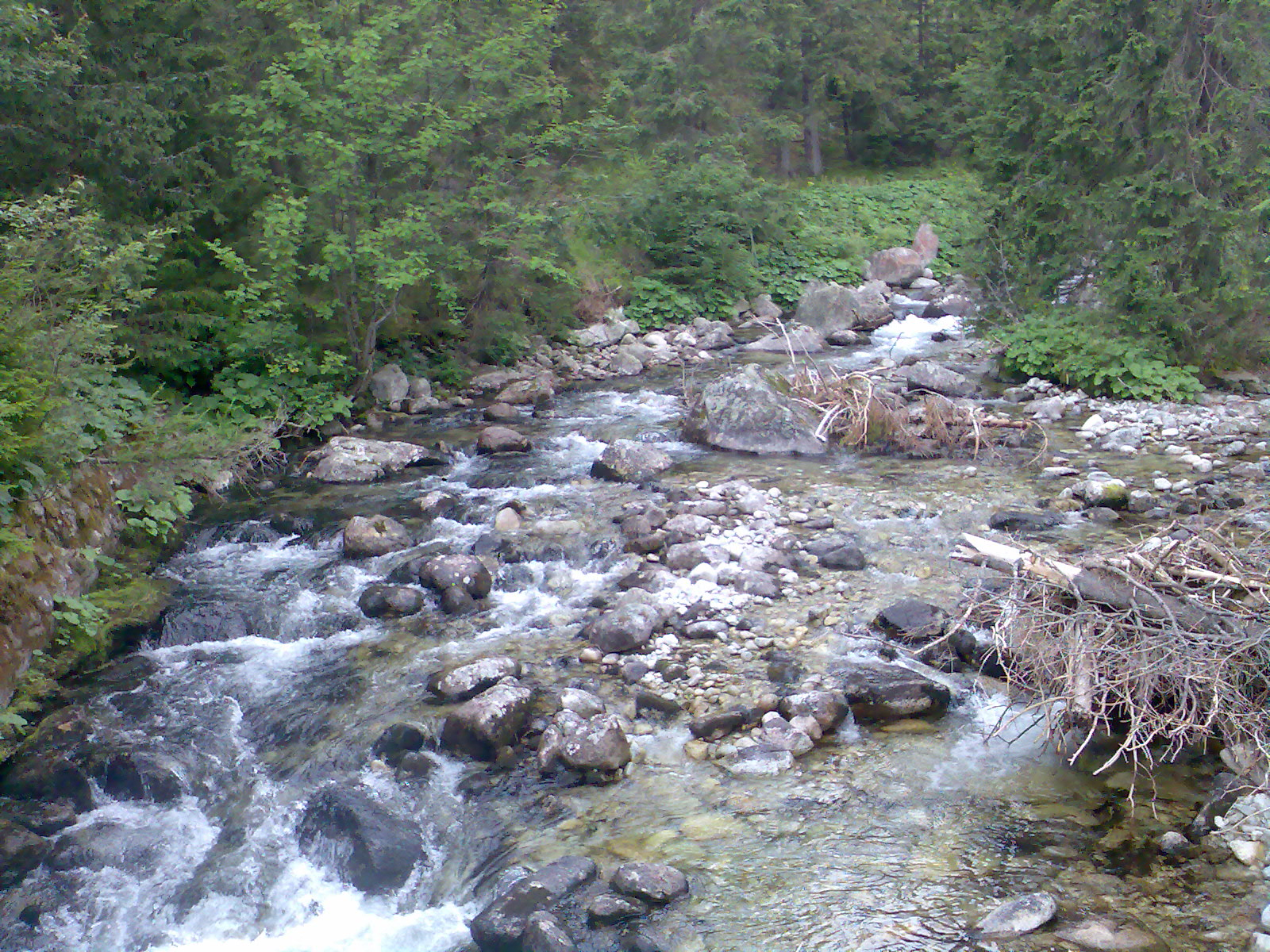
Bovenloop van de Poprad
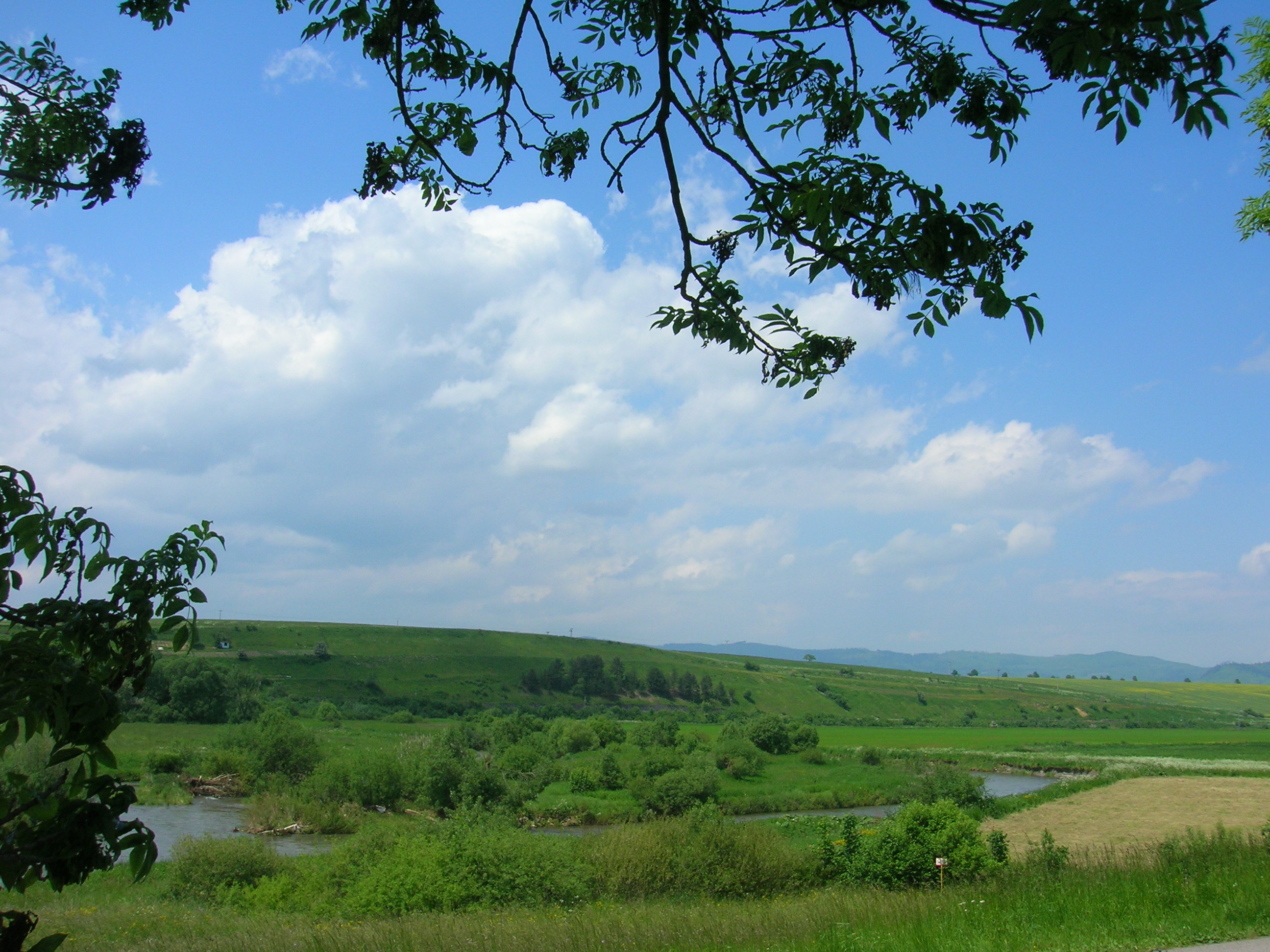
tussen Kežmarok en Stará Ľubovňa
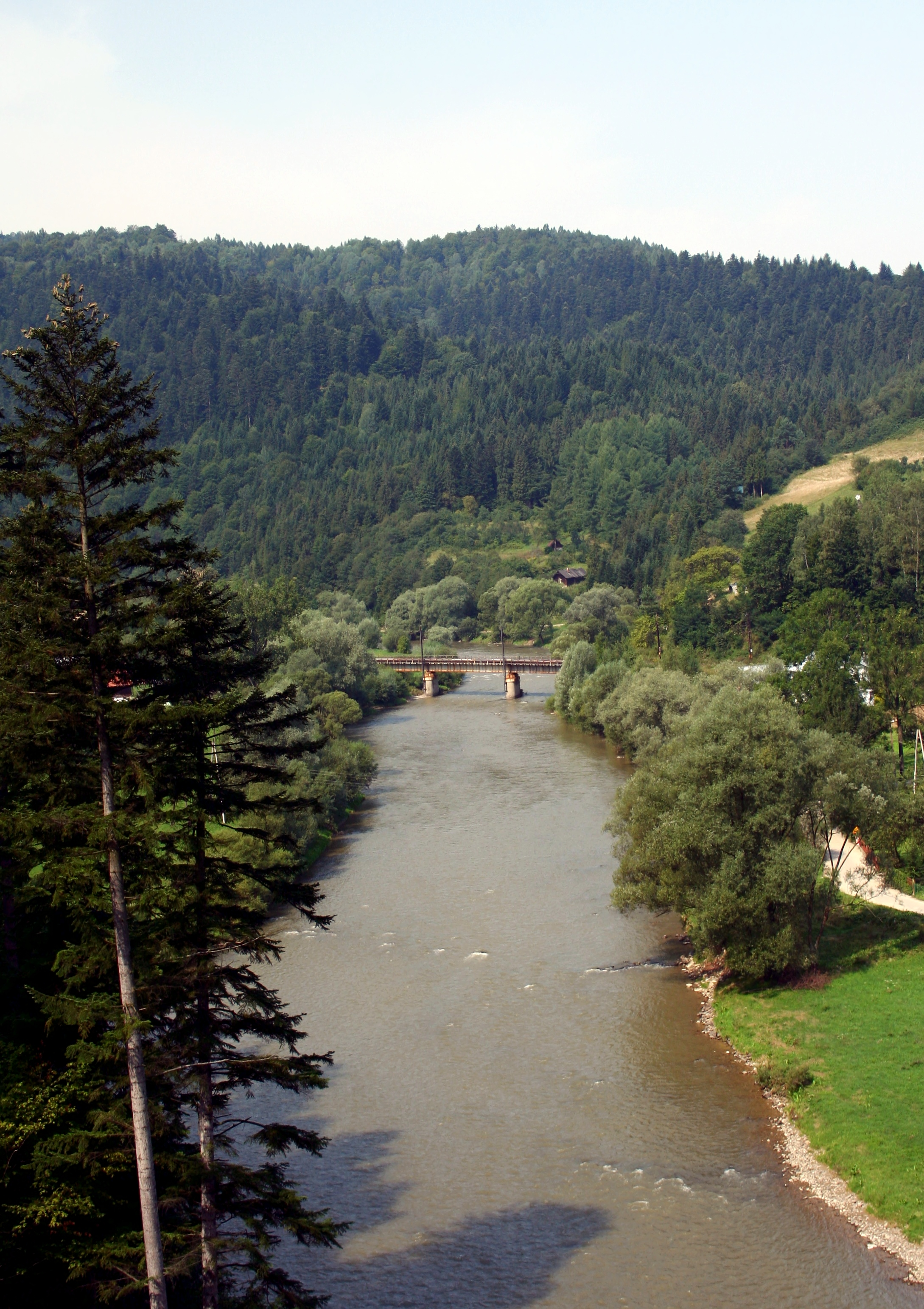
bij Leluchów
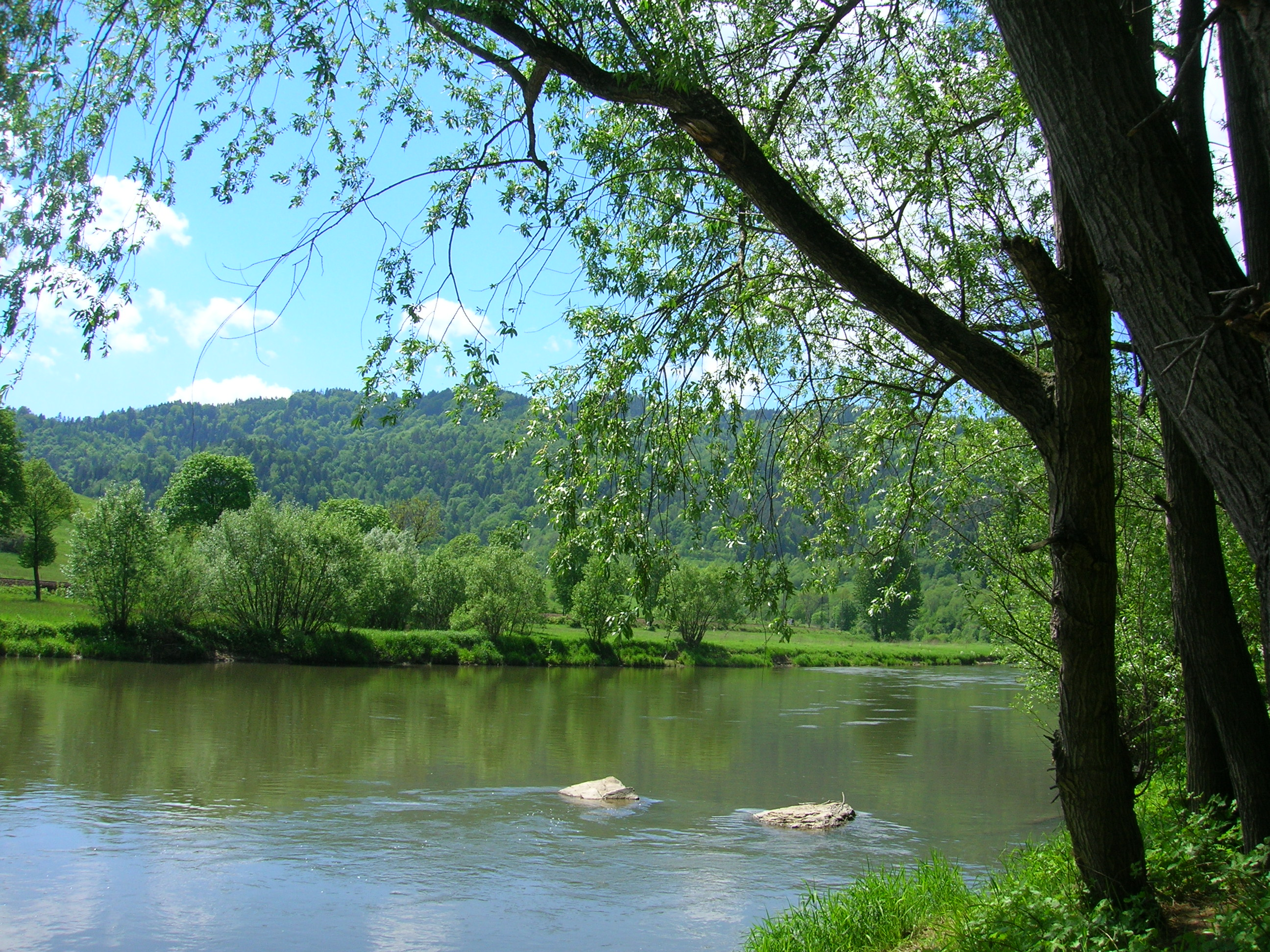
grensrivier tussen Slowakije en Polen
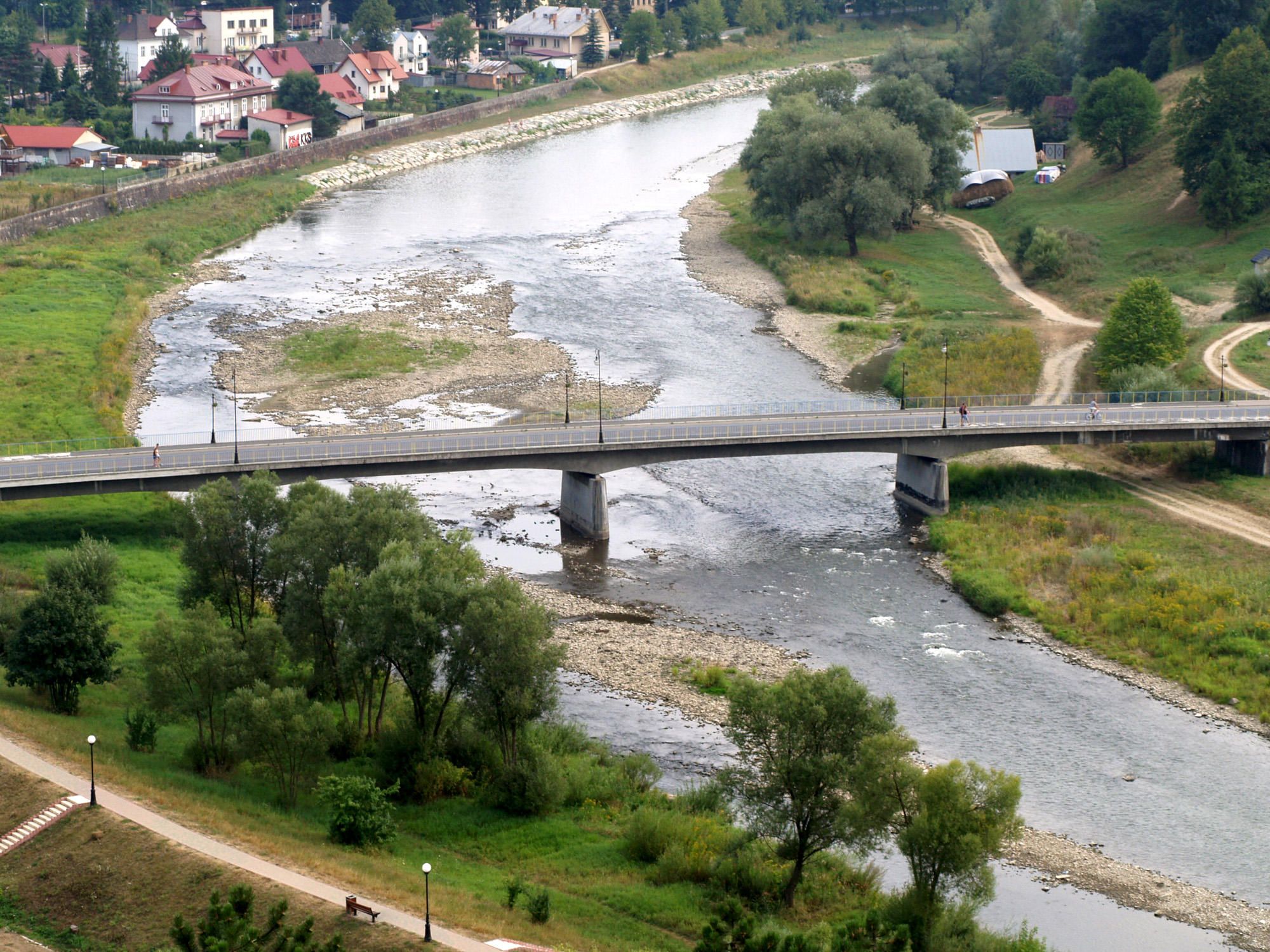
bij Muszyna
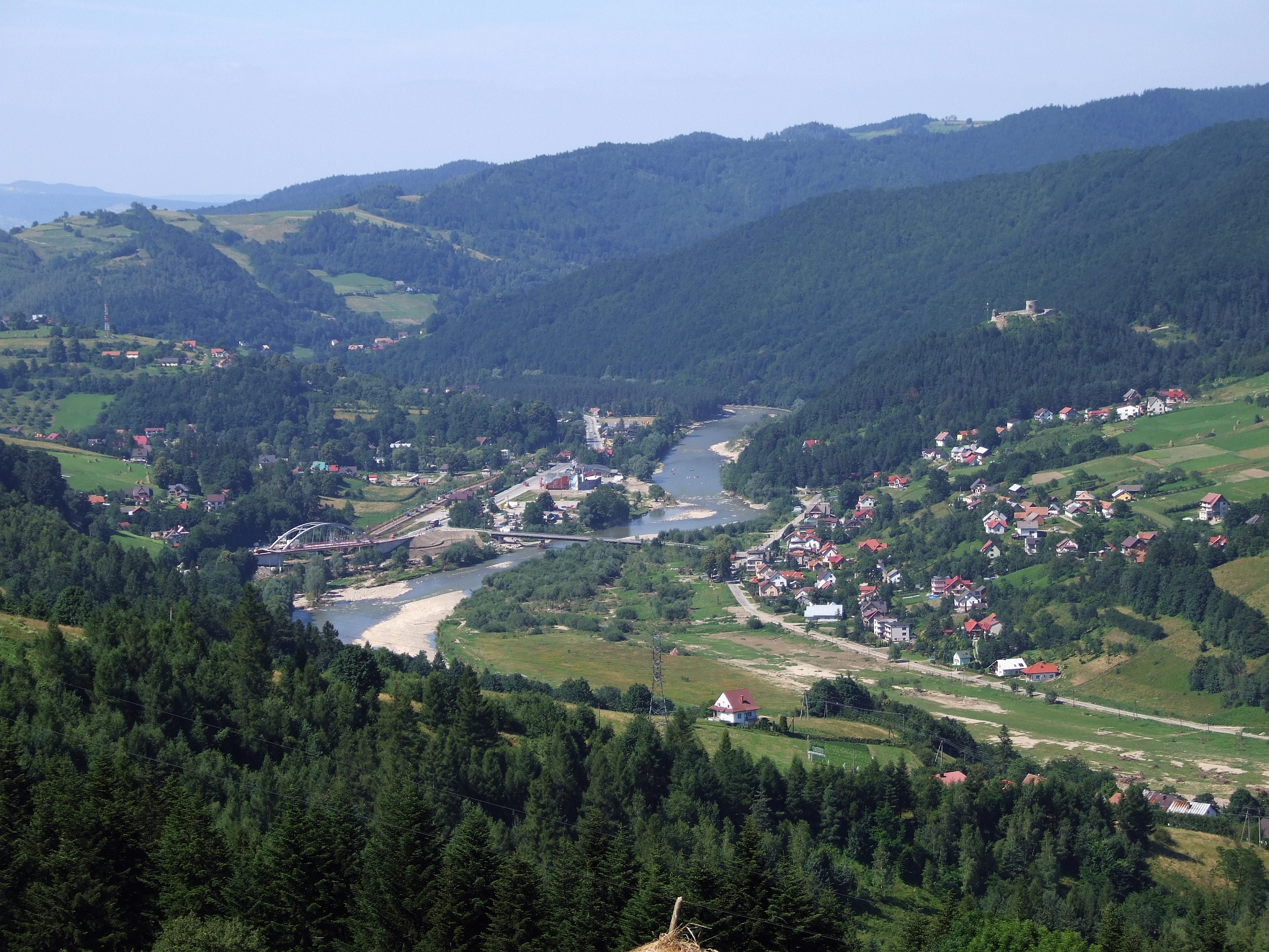
bij Rytro
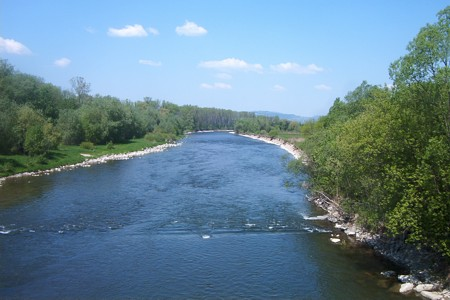
bij Stary Sącz